# П'яний Сілен (ван Дейк)
П'яний Сілен (нід. Dronken Silenus) — картина фламандського художника Антоніса ван Дейка, що була створена в період з 1619 по 1620 рік. За основу взятий сюжет давньогрецької міфології спільного бенкету Сілена та вакханок. Картина знаходиться у фондах дрезденської галереї старих майстрів, де їй присвоєно інвентарний номер — Gal.-Nr. 1017.

## Історія
Ця робота є однією із ранніх в кар'єрі ван Дейка. Була виконана в ранні двадцяті роки його життя. Художник зазвичай виготовляв креслення для багатьох своїх портретів і, ймовірно, теж зробив і тут. Однак, на жаль, більшість його ескізів були втрачені. Стиль цієї картини схожий зі стилем виконання Пітера Пауля Рубенса, що був для ван Дейка прикладом для наслідування. Слід зазначити, що ця робота була створена в період перебування ван Дейка в Антверпені, майстерні Рубенса. Можливо тому сам сюжет і був запозичений з картини останнього «П'яний Сілен» (1618 рік). Частина дослідників творчості ван Дейка схильні вважати, що в порівнянні з Рубенсом він втратив стихійну повноту почуттів при передачі образів. На противагу їм Інша група дослідників вважає, що «П'яний Сілен» взагалі спільна робота Франса Снейдерса і ван Дейка, де перший виконав листя, а другий — фігури. Також, існує ще один варіант картини з подібним сюжетом, яку приписують ван Дейку.

## Сюжет
Головним персонажем був обраний Сілен — грецький напівбог, опікун і товариш Діоніса. Ван Дейк при написанні картини обрав стиль зображення міфічного Сілена і вакханок не як аморфних позаземних створінь, а з фізичними тілами і пороками, властивим людям. Автор відобразив момент, коли бенкет підійшов до кінця і сильно сп'янілого Сілена виводять під руки — Фавн і молода вакханка. Пильний погляд останніх один-на-одного немов би натякає на те, що коли вони залишаться наодинці без Сілена — віддадуться любовним утіхам.